# Stonehaven
Stonehaven, lokal bekannt als Steenhive, ist eine Stadt in Aberdeenshire, in Schottland.

## Geografie
Stonehaven liegt an der nordöstlichen Küste Schottlands. 2011 hatte die Stadt 11.431 Einwohner. Sie ist der Verwaltungssitz des Council Area Aberdeenshire. Stonehaven ist weiter Sitz der International Maritime Rescue Federation (IMRF), einem weltweiten Bündnis der Seenotrettungsdienste.

## Geschichte
Spurryhillock ist eine mesolithische Stätte im Industriegebiet von Stonehaven. Sie wird am Südrand durch die Dundee-Aberdeen-Linie und Im Westen durch die A90 begrenzt. Die Siedlungsentwicklung im Stadtgebiet kann bis in die Eisenzeit zurückverfolgt werden und zeigt starken Bezug zur Fischerei. Stonehaven war die Hauptstadt der historischen Grafschaft Kincardineshire. 

## Sehenswürdigkeiten
- Dunnicaer Hillfort ist ein Promontory Fort an der Kliffküste, nahe dem Hafen von Stonehaven.
- Die St James the Great Episcopal Church besteht seit 1877.
- Der Glockenturm stammt aus dem Jahre 1790. Seine Uhr bekam der Turm im Jahr 1793, wurde 1894 versetzt und hat sein heutiges Aussehen erhalten. Die beiden Glocken wurden in den Jahren 1793 und 1887 installiert.[4]
- Das original Marktkreuz stammte aus dem Jahre 1645 und wurde zum Jubiläum Königin Viktorias im Jahre 1887 neu gestaltet.[4]
- Das alte Zollhaus wurde im 16. Jahrhundert durch den 5. Earl Marischal als Lagerhaus für Dunnottar Castle errichtet und im Jahre 1600 um ein Gefängnis und Gerichtsgebäude erweitert. Es ist das älteste Gebäude in Stonehaven. Ab dem Jahre 1767 wurde es als Geschäft für Fischereibedarf genutzt. Heute beherbergt das Old Tolbooth ein Stadtmuseum und Restaurant.[4]

## Verkehr
Stonehaven liegt an der Bahnstrecke Dundee–Aberdeen. Am 12. August 2020 entgleiste auf der Strecke, etwa 10 km westlich der Stadt, ein Zug, als er in einen Erdrutsch fuhr. Drei Menschen starben bei dem Unfall, darunter der Triebfahrzeugführer und ein Zugbegleiter.

## Söhne und Töchter der Stadt
- Robert Barclay Allardice, meist „Captain Barclay“ genannt (1779–1854), berühmtester schottischer Pedestrian des frühen 19. Jahrhunderts
- Robert William Thomson (1822–1873), Erfinder, u. a des vulkanisierten Autoreifens und des Füllfederhalters
- James Murdoch (1856–1921), Journalist, Kenner der japanischen Sprache und Lehrer
- John Reith, 1. Baron Reith (1889–1971), erster Generaldirektor der BBC
- Alex Johnstone (1961–2016), Politiker und Mitglied der Conservative Party

## Wissenswert
1992 wurde in der Carron Fish Bar in Stonehaven angeblich der Frittierte Marsriegel erfunden.